# Parafia Podwyższenia Krzyża Świętego w Radziejowie
Parafia Podwyższenia Krzyża Świętego w Radziejowie – rzymskokatolicka parafia w Radziejowie, należąca do diecezji włocławskiej i dekanatu radziejowskiego. Kościół parafialny Franciszkanów z 1330 roku, prawdopodobnie fundacji Władysława Łokietka. Przebudowany w formach barokowych w XVII i XVIII wieku oraz gruntownie w 1930 roku.